# 테라코타

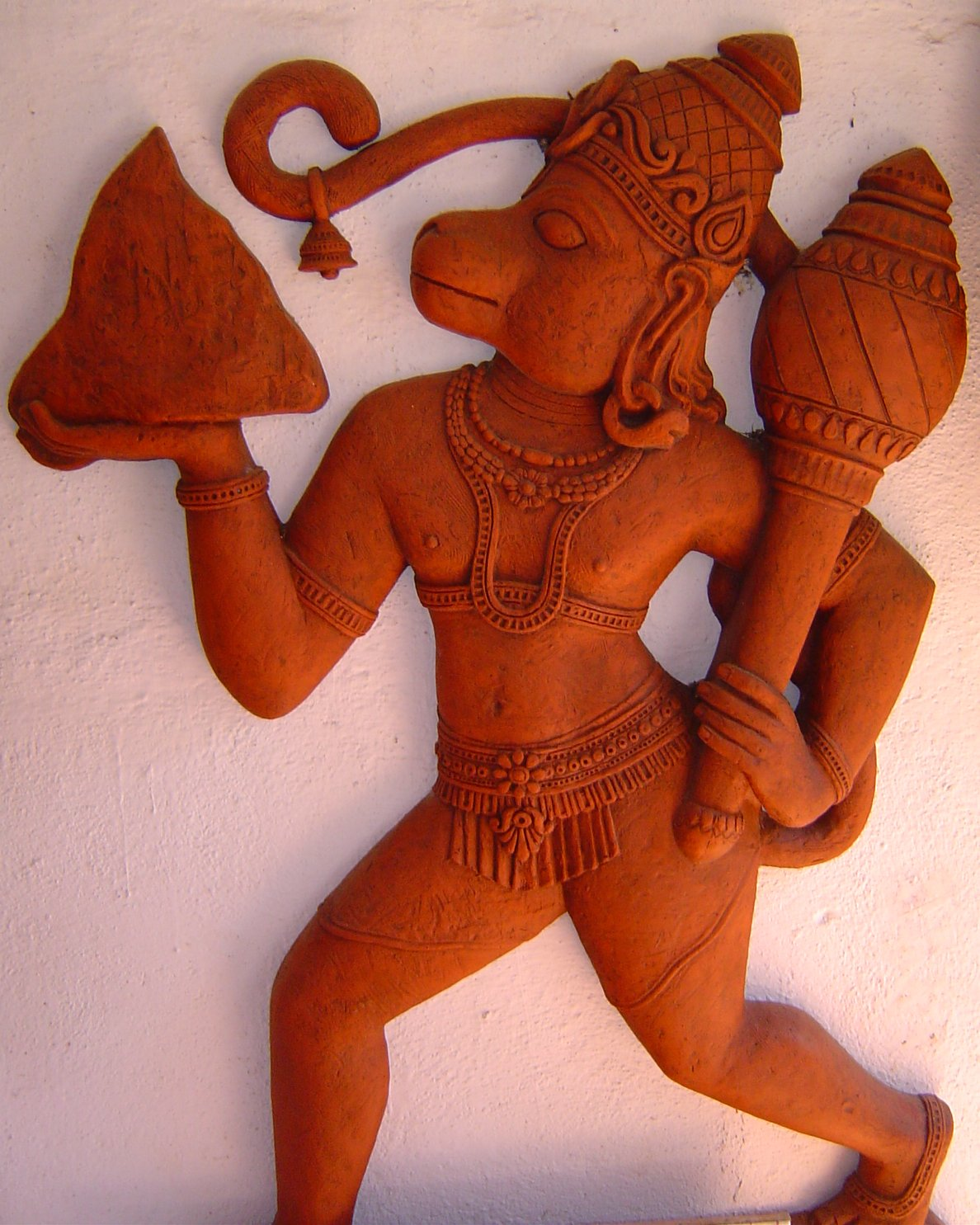
테라코타로 만든 하누만상

테라코타(라틴어: terracotta, terra cotta, terra-cotta)는 라틴어로 구운(cotta) 흙(terra)에서 유래한 것으로, 다음과 같은 의미를 가진다.
1. 도기나 건축용 소재 등에 사용되는 초벌구이[2]
2. 혹은 그에 이용되는 점토[2]나
3. 또는 그렇게 가공되어 변색된 색상[3][4][5][6]

## 개요
본디 뜻은 '구운 흙'을 말하는데 낮은 온도에서 군 양질(良質)의 찰흙제로 된 그릇(容器)이나 작은 조소를 총칭하고 있다. 보통 유약(釉藥)을 사용하지 않는다.
테라코타의 조상법은 기원전 수세기의 옛부터 행하여지고 있다. 오늘날 수많은 명작이 이집트, 그리스, 인도, 중인도 등에서 발굴되어, 문화가 번영하였던 당시의 서민의 일상생활을 엿볼 수가 있다. 그들의 테라코타는 우아하고 친화적인 것이 많다. 또 한편에서는 신전(神前)에 봉납되었던 것이나 무덤에 바쳐진 것도 있다. 그리스의 타나그라(tanagra) 인형도 그 하나이다. 로마시대에는 공물(供物)로 사용되었을 뿐만 아니라 건축의 벽면장식 등에 빈번히 제작되고 있었다. 또한 르네상스 시대에는 실물대의 흉상(胸像) 등이 많이 만들어졌다.

## 점토로서 테라코타
테라코타는 굽는 온도에 의해 색상이 변화한다. 보통 800도로 구운 것이 대다수이다.
벽돌이나 기와같이 조각이나 도기에 사용되어 온 긴 역사가 있다. 고대에는 조각을 만든 뒤 천일 동안 말린 후, 화로의 재 안에 넣어 구워 굳히게 되었다. 최종적으로 오늘 날 볼 수 있는 것과 같이 가마에 넣어 굽게 되었다.
기원전 210년부터 209년에 걸쳐 건설된 진시황제의 병마용에도 테라코타가 사용되고 있다.

## 직접법에 의한 제작법
애벌구이로 하기 위하여 상은 소품인 편이 좋다. 상은 그 내부를 공동으로 하기 위하여 축을 필요로 할 경우에도 너무나 복잡하게 조립(組立)된 것은 좋지 않다. 될 수 있는 대로 용이하게 축을 뽑아낼 수 있도록 하여 둔다. 또한 상의 자태도 단순한 형을 기초로서 생각하는 편이 낫다. 흙붙이기에 즈음해서는 잘 다지고 도토(陶土)를 잘 밀착시켜서 형을 만드는 데 주의한다. 기포(氣泡)가 섞이면 균열이 생겨 파손된다. 작품이 완성되면 낮 그늘에서 천천히 건조시키고 표면이 일정하게 백색(白色)을 띠고, 손으로 만져도 쑥 들어가거나 파손되지 않을 만큼 딱딱해졌을 때, 내부의 축을 뽑아 내고, 두께를 일정하게 하도록 내부의 찰흙을 긁어 낸다.
이상과 같은 조작은 상 전체를 균등하게 수축시켜서 구울 때에 공기의 팽창으로 균열이나 파손을 피하기 위해서이다. 또한 직륜(埴輪)의 눈이나 입 등 그리스의 테라코타 인형 따위는 배후가 보이지 않는 곳에 비교적 커다란 구멍을 뚫어 놓는 것도 상기(上記)와 같은 사실을 배려해서, 필요조건으로서 상의 배면이나 저부(低部)에 준비하여 두지 않으면 안 된다.
테라코타에 사용되는 흙은 도토이다. 일반적으로 백토(白土), 회갈색토 등을 적당히 섞은 것이 사용되고 있다. 도토의 성질에 따라서 구워진 다음의 빛깔이나 표면결의 느낌이 저마다 달라지게 된다. 담황색(淡黃色)으로 따스한 맛이 있는 온화한 표면결의 빛깔을 내는 도토가 잘 쓰여지고 있다. 또한 흙의 섬세함도 상의 완성이나 감상에 크게 관계되고 있다.
애벌구이의 흙의 빛깔 그대로를 감상할 경우와 착채(着彩)할 경우가 있다. 착채할 때는 젤라틴을 애벌구이 면에 엷게 칠하여 두면 그림물감의 흡수를 방지하여 착채하기 쉽다. 애벌구이의 맛을 더욱 내기 위하여서는 유성 그림물감보다 수성 안료를 젤라틴으로 녹여서 착색하는 편이 푸짐한 맛이 나오게 된다.

## 석고형에 의한 제작법
처음에 상의 축을 조립하고 찰흙으로 상의 원형을 만든다. 이것을 석고로 외형을 만든다. 이 외형은 두 부분으로 나누도록 한다. 이 외형의 내부에 도토를 일정한 두께로 발라 넣고 건조시킨다. 도토가 건조되어 오면 석고형에서 쪼개어 분리시키는 것도 용이하게 된다.
외형에서 분리된 두 부분의 도토원형을 합쳐서 하나의 상(原形)으로 한다. 그러기 위해서는 동질의 도토를 질퍽하게 녹인 것을 이음매에 칠하고 밀착시킨다. 마른 도토의 원형을 창칼 따위로 수정(修整)하거나 붓 따위로 보진(補塡)할 수도 있다. 상 내부의 공기가 빠질 수 있도록 해 둔다.

## 같이 보기
- 색깔
- 황토색